# Murat Akça
Murat Akça (sinh 13 tháng 7 năm 1990) là một cầu thủ bóng đá Thổ Nhĩ Kỳ. Anh chơi ở vị trí trung vệ cho Yeni Malatyaspor. Anh được huấn luyện bởi hệ thống đội trẻ Galatasaray.